# Елизаровичи (Речицкий район)
Елиза́ровичи (бел. Елізаравічы) — деревня в Заходовском сельсовете Речицкого района Гомельской области Белоруссии.

## География

### Расположение
В 41 км на запад от Речицы, 12 км от железнодорожной станции Бабичи (на линии Гомель — Калинковичи), 91 км от Гомеля.

## Транспортная сеть
Транспортные связи по просёлочной, затем автомобильной дороге Светлогорск — Речица. Планировка состоит из криволинейной меридиональной улицы, к центру которой с востока присоединяется короткая прямолинейная улица. Застройка двусторонняя, неплотная, деревянная, усадебного типа.

## История
По письменным источникам известна с XVI века как деревня в Речицком повете Минского воеводства Великого княжества Литовского, во владении Потоцких, затем Масальских. После 2-го раздела Речи Посполитой (1793 год) в составе Российской империи. В 1850 году владение помещика Адамовича. В 1879 году обозначена в Кокуевском церковном приходе. Согласно переписи 1897 года в Якимовослободской волости Речицкого уезда Минской губернии.
В 1931 году организован колхоз. Во время Великой Отечественной войны оккупанты организовали в деревне опорный пункт, обезоруженный партизанами в феврале 1943 года. В апреле 1943 года каратели полностью сожгли деревню и убили 11 жителей. 23 жителя погибли на фронте. Согласно переписи 1959 года в составе колхоза «12 лет Октября» (центр — деревня Васильково).
До 31 октября 2006 года в Дубровском сельсовете, согласно Решению Гомельского областного совета депутатов Дубровский сельсовет переименован в Заходовский сельсовет с переносом центра сельсовета в деревню Заходы.

## Население

### Численность
- 2004 год — 18 хозяйств, 40 жителей.

### Динамика
- 1795 год — 11 дворов.
- 1850 год — 13 дворов, 66 жителей.
- 1897 год — 19 дворов, 101 житель (согласно переписи).
- 1940 год — 67 дворов, 347 жителей.
- 1959 год — 204 жителя (согласно переписи).
- 2004 год — 18 хозяйств, 40 жителей.